# Портрет Степана Александровича Хилкова
«Портрет Степана Александровича Хилкова» — картина Джорджа Доу и его мастерской из Военной галереи Зимнего дворца.
Картина представляет собой погрудный портрет генерал-майора князя Степана Александровича Хилкова из состава Военной галереи Зимнего дворца.
К началу Отечественной войны 1812 года полковник князь Хилков числился в лейб-гвардии Драгунском полку и отличился в самом начале кампании в сражении под Вилькомиром, далее он сражался при Витебске, Смоленске, Бородино, а после отступления из Москвы состоял в отряде И. С. Дорохова и действовал на коммуникациях французов, был ранен. Во время Заграничных походов 1813 и 1814 годов командовал 1-м дивизионом лейб-гвардии Драгунского полка, и был во множестве сражений, за отличие при Фер-Шампенуазе произведён в генерал-майоры.
Изображён в генеральском вицмундире, введённом для кавалерийских генералов 6 апреля 1814 года. Слева на груди звезда ордена Св. Анны 1-й степени; на шее крест ордена Св. Владимира 3-й степени; по борту мундира крест прусского ордена Пур ле мерит; справа на груди крест ордена Св. Георгия 4-го класса, серебряная медаль «В память Отечественной войны 1812 года» на Андреевской ленте, крест баварского Военного ордена Максимилиана Иосифа и Кульмский крест. Подпись на раме: Князь С. А. Хилковъ 1й, Генералъ Маiоръ.
7 августа 1820 года Комитетом Главного штаба по аттестации князь Хилков был включён в список «генералов, которых служба не принадлежит до рассмотрения Комитета» и 3 июля 1821 года император Александр I приказал написать его портрет. Гонорар Доу был выплачен 24 февраля и 1 июля 1822 года. Готовый портрет был принят в Эрмитаж 7 сентября 1825 года.
В 1840-е годы в мастерской К. Крайя по рисунку с портрета была сделана литография, опубликованная в книге «Император Александр I и его сподвижники» и впоследствии неоднократно репродуцированная.